# Општинска лига Кикинда - Нови Бечеј
Општинска лига Кикинда - Нови Бечеј је једна од од укупно 52 Међуопштинске лиге у фудбалу. Међуопштинске лиге су шести ниво лигашких фудбалских такмичења у Србији. У лиги се такмиче клубови са простора општине Кикинда и Нови Бечеј, којом управља Oпштински фудбалски савез Кикинда - Нови Бечеј. Лига је формирана 2009. године и броји 6 клубова. Шампион иде директно или кроз бараж у ПФЛ Зрењанин.

## Победници свих првенстава
| Сезона   | Бр. клуб. | Првак                        | Бодови | Другопласирани       | Бодови | Трећепласирани      | Бодови |
| 2009/10. | 6         | ФК Црвена звезда, Руско Село | 51     | ФК Војводина, Башаид | 38     | ФК Борац, Иђош      | 30     |
| 2010/11. | 6         | ФК Борац, Иђош               | 43     | ФК Војводина, Башаид | 36     | ФК ЖАК, Кикинда     | 26     |
| 2011/12. | 8         | ФК Јединство, Бочар          | 55     | ФК Полет, Наково     | 45     | ФК ЖАК, Кикинда     | 28     |
| 2012/13. | 7         | ФК Војводина, Башаид         | 42     | ФК Делија, Мокрин    | 41     | ФК ЖАК, Кикинда     | 24     |
| 2013/14. | 6         | ФК ЖАК, Кикинда              | 44     | ФК Полет, Наково     | 36     | ФК Делија, Мокрин   | 36     |
| 2014/15. | 5         | ФК Полет, Наково             | 38     | ФК Делија, Мокрин    | 37     | ФК Јединство, Бочар | 22     |

## Клубови у сезони 2012/13.
| Клуб       | Место                            |
| ---------- | -------------------------------- |
| 2. октобар | Кумане, Општина Нови Бечеј       |
| Борац      | Иђош, Општина Кикинда            |
| Војводина  | Башаид, Општина Кикинда          |
| Делија     | Мокрин, Општина Кикинда          |
| ЖАК        | Кикинда                          |
| Напредак   | Банатска Топола, Општина Кикинда |
| Полет      | Наково, Општина Кикинда          |

## Клубови у сезони 2013/14.
| Клуб       | Место                            |
| ---------- | -------------------------------- |
| 2. октобар | Кумане, Општина Нови Бечеј       |
| Борац      | Иђош, Општина Кикинда            |
| Делија     | Мокрин, Општина Кикинда          |
| ЖАК        | Кикинда                          |
| Напредак   | Банатска Топола, Општина Кикинда |
| Полет      | Наково, Општина Кикинда          |